# 1914–1915-ös svájci labdarúgó-bajnokság (első osztály)
Az 1914–1915-ös Swiss Serie A volt a 18. alkalommal megrendezett, legmagasabb szintű labdarúgó-bajnokság Svájcban.
A címvédő az Aarau volt. A szezont a Brühl csapata nyerte, a bajnokság történetében először.

## Keleti csoport
| Hely. | Csapat       | M | Gy | D | V | G+ | G– | Gk  | P | Továbbjutás vagy kiesés |
| ----- | ------------ | - | -- | - | - | -- | -- | --- | - | ----------------------- |
| 1.    | Brühl        | 6 | 4  | 1 | 1 | 11 | 4  | +7  | 9 | Továbbjutó              |
| 2.    | St. Gallen   | 6 | 4  | 1 | 1 | 25 | 2  | +23 | 9 |                         |
| 3.    | Winterthur   | 6 | 3  | 0 | 3 | 16 | 10 | +6  | 6 |                         |
| 4.    | Grasshoppers | 6 | 0  | 0 | 6 | 7  | 43 | −36 | 0 |                         |

## Központi csoport

### A csoport
| Hely. | Csapat          | M | Gy | D | V | G+ | G– | Gk  | P  | Továbbjutás vagy kiesés |
| ----- | --------------- | - | -- | - | - | -- | -- | --- | -- | ----------------------- |
| 1.    | Aarau           | 6 | 5  | 0 | 1 | 18 | 7  | +11 | 10 | Továbbjutó              |
| 2.    | Old Boys        | 6 | 4  | 0 | 2 | 15 | 16 | −1  | 8  |                         |
| 3.    | Basel           | 6 | 2  | 1 | 3 | 15 | 14 | +1  | 5  |                         |
| 4.    | Nordstern Basel | 6 | 0  | 1 | 5 | 8  | 19 | −11 | 1  |                         |

### B csoport
| Hely. | Csapat                   | M | Gy | D | V | G+ | G– | Gk  | P  | Továbbjutás vagy kiesés |
| ----- | ------------------------ | - | -- | - | - | -- | -- | --- | -- | ----------------------- |
| 1.    | Young Boys               | 6 | 5  | 1 | 0 | 20 | 3  | +17 | 11 | Továbbjutó              |
| 2.    | Etoile La Chaux-de-Fonds | 6 | 3  | 1 | 2 | 18 | 9  | +9  | 7  |                         |
| 3.    | Bern                     | 6 | 2  | 2 | 2 | 11 | 10 | +1  | 6  |                         |
| 4.    | Biel                     | 6 | 0  | 0 | 6 | 5  | 32 | −27 | 0  |                         |

## Nyugati csoport
| Hely. | Csapat             | M | Gy | D | V | G+ | G– | Gk  | P  | Továbbjutás vagy kiesés |
| ----- | ------------------ | - | -- | - | - | -- | -- | --- | -- | ----------------------- |
| 1.    | Servette           | 6 | 5  | 0 | 1 | 29 | 10 | +19 | 10 | Továbbjutó              |
| 2.    | Lausanne Sports    | 6 | 4  | 0 | 2 | 23 | 11 | +12 | 8  |                         |
| 3.    | Cantonal Neuchâtel | 6 | 2  | 0 | 4 | 16 | 23 | −7  | 4  |                         |
| 4.    | Concordia Yverdon  | 6 | 1  | 0 | 5 | 11 | 35 | −24 | 2  |                         |

## Elődöntő
- Servette 3–2 Young Boys
- Aarau 1–8 Brühl

## Döntő
- Brühl 3–0 Servette